# Phialophora foetens
Phialophora foetens är en svampart som beskrevs av W. Gams & Domsch 1970. Phialophora foetens ingår i släktet Phialophora och familjen Herpotrichiellaceae.   Inga underarter finns listade i Catalogue of Life.